# Jeremy Richardson
Pour les articles homonymes, voir Richardson.
Jeremy Terrell Richardson (né le 1er mars 1984 à Bâton-Rouge, Louisiane) est un joueur américain de basket-ball. Il évolue aux postes d'arrière-ailier.

## Carrière
Il débute au "Copiah-Lincoln Community College", puis intègre la Delta State University, située dans le Mississippi.
Richardson est sélectionné au 9e rang du second tour de la draft 2006 de la NBA D-League par les Fort Worth Flyers. Le 27 janvier 2007, il signe un contrat de dix jours avec les Hawks d'Atlanta. Après un second contrat de dix jours, les Hawks ne le conservent pas.
En mars 2007, il signe un nouveau contrat de dix jours avec les Trail Blazers de Portland. Il ne joue qu'un seul match avec eux, avant qu'il ne soit licencié. Richardson retourne alors aux Flyers.
Richardson est sélectionné au premier tour (second rang) lors de la draft d'expansion 2007 de la D-League par les Mad Ants de Fort Wayne.
Le 20 décembre 2007, il rejoint les Grizzlies de Memphis,. Jusqu'alors, il avait réalisé des statistiques de 28,5 points, 6,6 rebonds, 1,8 passe décisive et 1,63 interception en huit rencontres pour les Mad Ants. Il est remercié le 7 janvier, puis rejoint trois jours après les Spurs de San Antonio.
En 2008, Richardson est nommé MVP du D-League All Star Game, inscrivant 22 points à 9 sur 15 aux tirs. Peu après, il signe un nouveau contrat de dix jours avec les Hawks d'Atlanta. Lors de l'intersaison 2008, il rejoint le Magic d'Orlando.
De 2012 à 2014, il défend les couleurs d'Avellino en série A italienne.